# Myoleja boninensis
Myoleja boninensis är en tvåvingeart som först beskrevs av Ito 1984.  Myoleja boninensis ingår i släktet Myoleja och familjen borrflugor. Inga underarter finns listade i Catalogue of Life.